# Freak Show (serie animata)
Freak Show è una serie televisiva animata statunitense del 2006, creata da H. Jon Benjamin e David Cross.
La serie ruota attorno ad un circo chiamato Freak Squad, che con riluttanza si presenta come un gruppo di supereroi di seconda categoria impiegati dal governo degli Stati Uniti. Radical Axis ha gestito tutti gli aspetti della produzione, dalle registrazioni audio iniziali al character design fino alla consegna finale.
La serie è stata trasmessa per la prima volta negli Stati Uniti su Comedy Central dal 4 ottobre al 16 novembre 2006.

## Episodi
| Stagione       | Episodi | Prima TV USA | Prima TV Italia |
| -------------- | ------- | ------------ | --------------- |
| Prima stagione | 7       | 2006         | inedita         |